# IC 2177
IC 2177 (nota anche come vdB 93 e Gum 1) è una nebulosa a emissione e a riflessione visibile nella costellazione dell'Unicorno.
Si individua sul bordo occidentale della Nebulosa Gabbiano, una grande regione H II connessa ad un complesso nebuloso molecolare in cui hanno luogo fenomeni di formazione stellare, e costituisce idealmente la "testa" dell'uccello; la sua posizione è circa 3° a ENE di θ Canis Majoris, una stella di colore arancione di quarta magnitudine. Appare come una nube dalla forma rotondeggiante, con una densa linea scura che la attraversa da nord e una fascia luminosa arcuata che si protende in direzione sud; la sua luminosità le consente di essere fotografata con semplicità anche con degli strumenti amatoriali di media potenza e osservata tramite appositi filtri. La massa della nube è di circa 16.000 M⊙ ed è posta ad ovest della lunga scia luminosa del corpo della Nebulosa Gabbiano; il gas che contiene è in parte ionizzato e in parte illuminato per riflessione a causa della radiazione proveniente in particolare da HD 53367, una gigante blu con forti emissioni estremamente giovane e massiccia; questa stella è la componente primaria di un sistema binario che comprende questa e una stella più piccola, circondata da un disco protoplanetario, la quale compie attorno alla primaria un'orbita molto eccentrica. Questo sistema stellare fa parte dell'associazione OB Canis Major R1, un sottogruppo della più estesa associazione Canis Major OB1, la cui caratteristica principale è il legame con delle estese nebulose a riflessione.